# 威廉·惠威爾

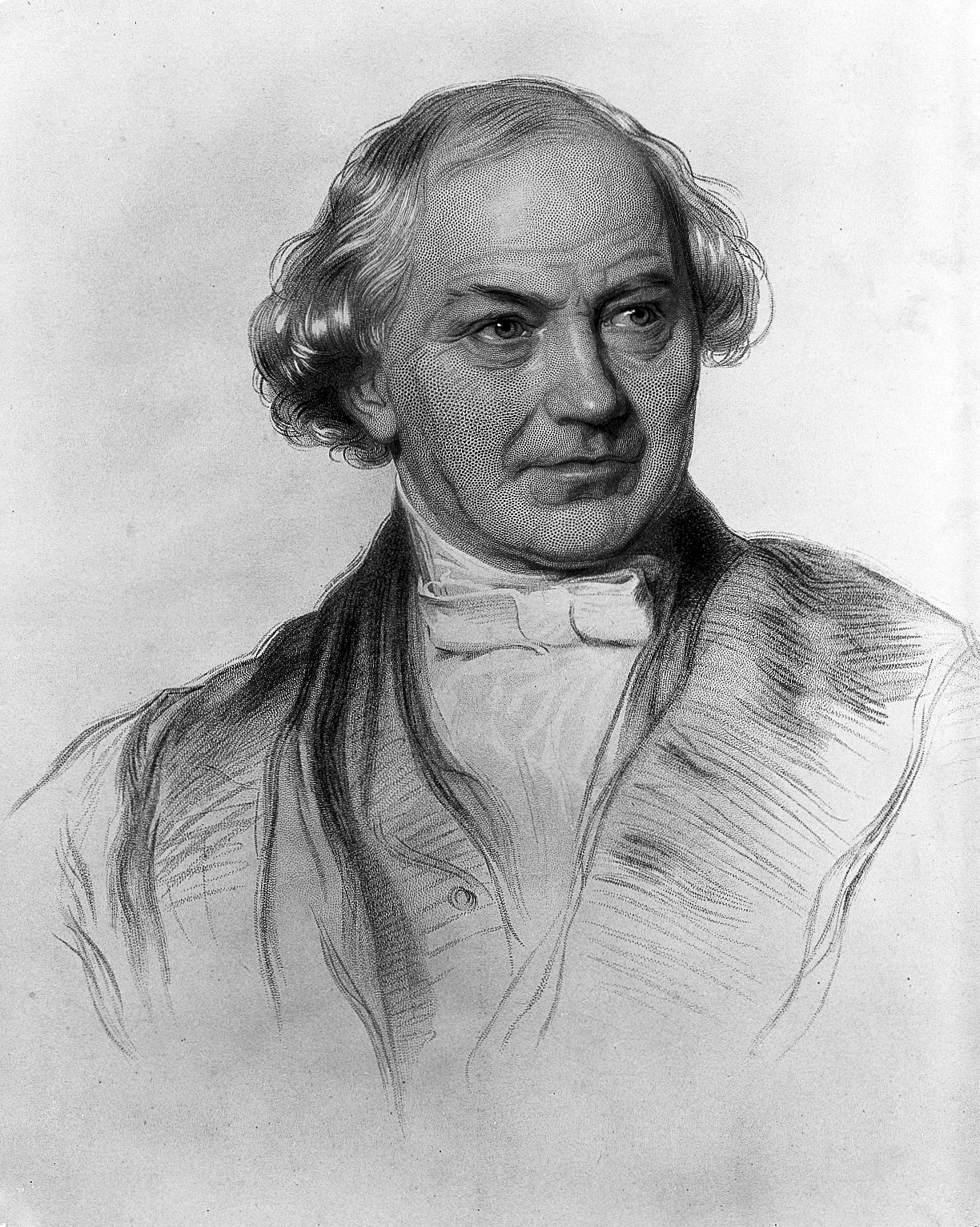
威廉·惠威爾

威廉·惠威爾，FRS（英語：William Whewell，/ˈhjuːəl/，1794年5月24日—1866年3月6日），又譯威廉·休厄爾，生於英國英格蘭蘭開夏蘭卡斯特，博学通才、科學家、哲學家、聖公宗祭司與基督教神學家。同時專精於數學與詩詞，他是最早從事科学史研究的史學家之一，是首位使用科學家（scientist）這個名詞的人。

## 生平
他的父親是一名木匠，曾希望他繼承家業，但他在中學時，因在數學上展現過人才能，讓他獲得進入劍橋大學三一學院唸書的機會。
1866年，因為從馬匹身上墜落，在劍橋過世。